# 藤田雄一
藤田雄一は、関西で活動する放送作家である

## 主な担当番組
- 朝日放送 - おはよう朝日土曜日です、わいど!ABC、ごきげん!ブランニュ
- 毎日放送 - はーい!昼ナマ、となりのお姉さん、おかえりワイド、水野真紀の魔法のレストラン、ごぶごぶ
- 関西テレビ - 2時ドキッ!、2時ワクッ!、ベリーベリーサタデー、くろだ荘の宴、スーパーニュースアンカー、ビジネスカンサイ、ピーコ&兵動のピーチケパーチケ
- 読売テレビ - なるトモ、大阪ほんわかテレビ
- テレビ大阪 - ハイパー三枝研究所、満点!アイ、なるほど!ラボ、かがくdeムチャミタス!
- 東海テレビ - 食楽!ちゃいなまんま!、おでかけ!パレット

大阪ほんわかテレビ
ころころコロンブス
ピーチケミュージック
ピーチケプラス
ミント　他